# Cryptophycita
Cryptophycita is een geslacht van vlinders van de familie snuitmotten (Pyralidae).

## Soorten
- C. deflandrella Ragonot, 1893
- C. excelsa Roesler & Kuppers, 1979